# Kerosene (canción)
«Kerosene» —en español: «Queroseno»— es una canción coescrita y grabada por el cantante de música country Miranda Lambert. Fue lanzado en septiembre de 2005 como la tercera pista del título único y su álbum debut Kerosene. Alcanzó el número 15 en las listas Hot Country Songs, convirtiéndose en el primer sencillo hit Top 20 Country. También alcanzó el número 61 en Estados Unidos Billboard Hot 100. El título provisional de la canción era «Kerosene (Loves Givin' Up on Me).» 
La canción era Lambert primero en ser certificado Oro por la RIAA el 6 de marzo de 2006.

## Video musical
Un video musical fue lanzado para la canción, dirigido por Trey Fanjoy. En el vídeo, Lambert lleva una lata de queroseno, dejar que se desplace hacia fuera dejando un rastro mientras camina por el campo. Después de que ella encuentra a su novio engañándola en una cama en el medio de un camino, ella enciende un fósforo y le incendiaron el queroseno. La llama arde todo el camino de regreso a la casa de su novio y le prende fuego a la misma.
El vídeo musical alcanzó el primer lugar de la lista Top Twenty Countdown de CMT para la semana del 2 de marzo de 2006. También se presentó 100 Greatest Videos de CMT, en la que se ubicó en el lugar número 78.

## Rendimiento en las listas
«Kerosene» debutó en el número 50 en la lista Billboard Hot Country Songs para la semana del 15 de octubre de 2005. Después de veintidós semanas en la lista, que alcanzó el puesto número 15 el 11 de marzo de 2006.
| Listas (2005-2006)                 | Mejor posición |
| ---------------------------------- | -------------- |
| Estados Unidos (Billboard Hot 100) | 61             |
| Estados Unidos (Hot Country Songs) | 15             |